# William de Asevedo Furtado
William de Asevedo Furtado, född 3 april 1995, är en brasiliansk fotbollsspelare.

## Klubbkarriär
I juni 2017 värvades William av VfL Wolfsburg, där han skrev på ett femårskontrakt. Den 25 januari 2021 lånades William ut till Schalke 04 på ett låneavtal över resten av säsongen 2020/2021.

## Landslagskarriär
William var en del av Brasiliens trupp som tog guld vid olympiska sommarspelen 2016.